# Homalomena hastata
Homalomena hastata är en kallaväxtart som beskrevs av Mitsuru Hotta. Homalomena hastata ingår i släktet Homalomena och familjen kallaväxter. Inga underarter finns listade.